# Ferrière-sur-Beaulieu
Ferrière-sur-Beaulieu is een gemeente in het Franse departement Indre-et-Loire (regio Centre-Val de Loire) en telt 602 inwoners (2005). De plaats maakt deel uit van het arrondissement Loches.

## Geografie
De oppervlakte van Ferrière-sur-Beaulieu bedraagt 19,8 km², de bevolkingsdichtheid is 30,4 inwoners per km².
De onderstaande kaart toont de ligging van Ferrière-sur-Beaulieu met de belangrijkste infrastructuur en aangrenzende gemeenten.

## Demografie
Onderstaande figuur toont het verloop van het inwonertal (bron: INSEE-tellingen).